# Jedlovská kyselka

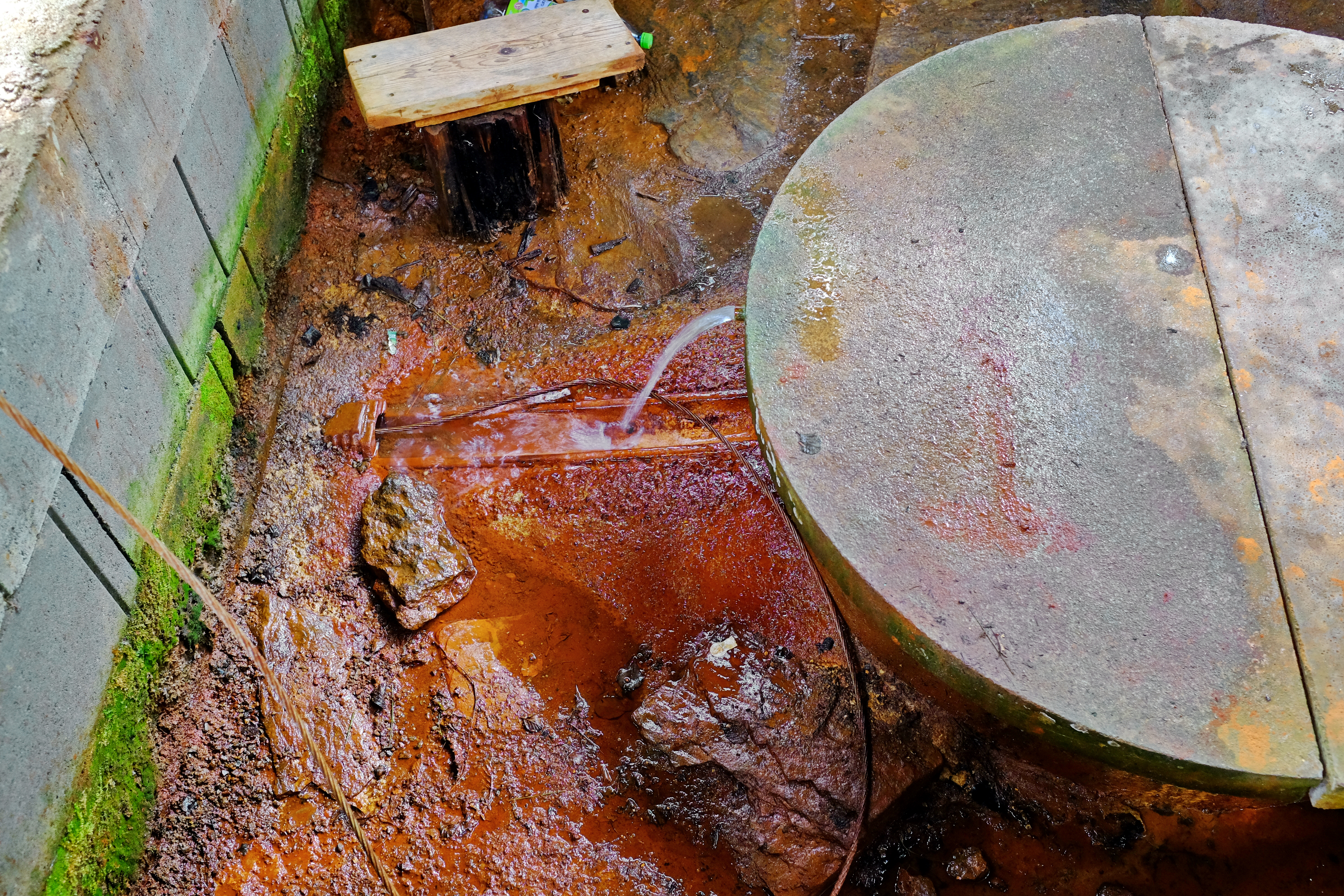
Odběrné místo v červenci 2019

Jedlovská kyselka (rovněž Kyselka v Jedlové) je volně přístupný minerální pramen v Jedlové, osadě obce Stará Voda v okrese Cheb v Karlovarském kraji.

## Geografická poloha
Minerálka vyvěrá v lese v k. ú. Stará Voda u Mariánských Lázní u jižního okraje Podčeskoleské pahorkatiny při hranici s Českým lesem.

## Přírodní poměry
Jedlovská kyselka se nachází na ostrůvku mezi rameny Kosového potoka. Vlastní vývěr leží o 25 cm níže, než je hladina potoka. Pramen vyvěrá v nivních sedimentech, jejichž skalní podloží tvoří pararuly a svory chebsko-dyleňského krystalinika.

## Historie
Pramen byl v minulosti proslulý lahodnou chutí danou vysokým obsahem oxidu uhličitého. V roce 1920 koupil pozemek s pramenem mariánskolázeňský podnikatel Hans Haubner za účelem obchodní spekulace. Rovněž koupil pozemek s Panskou kyselkou u Drmoulu. Neměl zájem minerálky stáčet, ale se ziskem je prodat městu Mariánské Lázně. Opravil jímání Jedlovské kyselky a minerálku přejmenoval na Kristův pramen (Christusquellle). Nový název pramene se však neujal. Nakonec Jedlovskou kyselku Mariánské Lázně skutečně odkoupili, ne však Panskou kyselku. Město ovšem pramen nevyužívalo a obyvatelstvu zůstal veřejně přístupný. Po první světové válce byl pramen překryt stříškou a obehnán nízkou zídkou. Ještě v 50. letech 20. století vytékala minerálka dvěma trubkami a vydatnost byla 1–2 litry za minutu, po další úpravě a osazení betonové skruže se vydatnost zvýšila na 5–7 litrů za minutu. Po roce 1989 došlo k novým úpravám pramene a jeho okolí. Pramen byl překryt otevřeným dřevěným altánem o půdorysu 3x3 metry. Upravena byla i přístupová pěšina k prameni a postaven dřevěný povalový chodníček s můstkem přes jedno rameno Kosového potoka. Místo bylo doplněno informační tabulí s historií pramene a údaji o chemickém složení, u odběrného místa byly instalovány odpadkové koše.

## Vlastnosti a složení
Vývěr byl v minulosti známý svou tzv. intermitencí, tedy přerušovaným výstřikem. Předpokládá se existence podzemní dutiny, která se určitou dobu plní a teprve po jejím naplnění minerálka vytryskne. V roce 1974 byl interval mezi dvěma výstřiky 9–20 sekund. Přerušovaný vývěr se postupně ztrácel a nakonec ustal.
Teplota pramene mírně kolísá mezi 7 až 8 °C, celková mineralizace činí přibližně 2 300 mg/litr. Obsah oxidu hličitého je vysoký, dosahuje 3 000 mg/litr, což dodává minerálce vysokou perlivost a příjemnou chuť. Minerální voda má mírně zvýšený obsah sodíku v hodnotě 332 mg/litr a oxidu křemičitého (SiO2) v hodnotě 32 mg/litr. Hodnota pH je 5,5. Na informační tabuli u altánu kyselky se uvádí, že kvalita minerální vody není pravidelně sledována a její pití je na vlastní nebezpečí.

## Přístupnost
Minerální pramen je volně přístupný a je zakreslený v turistických mapách. Z cyklostezky č. 2135 vedené po lesní cestě odbočuje asi 100 metrů za poslední chatou v jižní části Jedlové pěšina k prameni. Vzdálenost od odbočky k prameni činí asi 150 m.